# Amerigo Vespucci

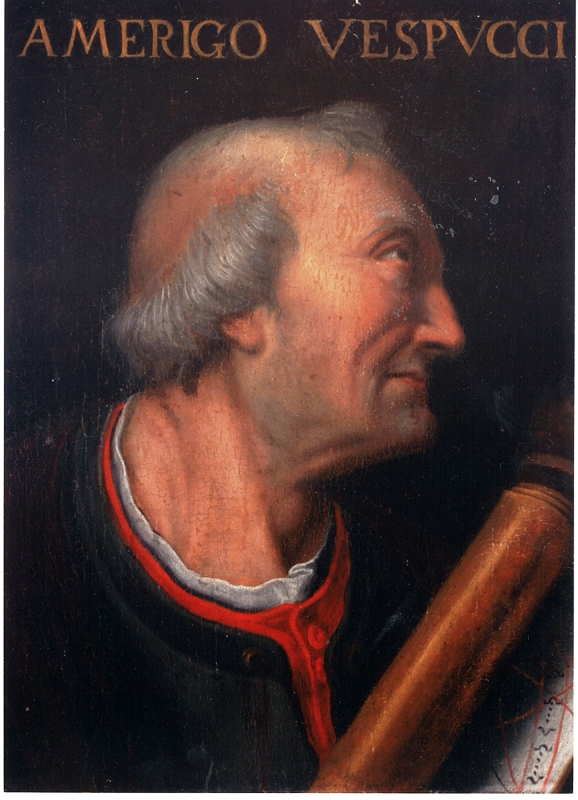
Amerigo Vespucci

Amerigo Vespucci [ameˈriːɡo vesˈputtʃi] (in kastilischen Dokumenten auch Américo Vespucio, * 9. März 1454 in Florenz ; † 22. Februar 1512 in Sevilla) war ein italienischer Kaufmann, Seefahrer, Navigator und Entdecker, der weite Teile der Ostküste Südamerikas erforschte und als erster erkannte, dass es sich dabei nicht um Asien, sondern um einen neuen, in Europa bis dahin völlig unbekannten Kontinent handelte. Wegen dieser grundlegend neuen Erkenntnis, die durch seinen Reisebericht Mundus Novus (dt.: Neue Welt) rasche Verbreitung fand, benannte der deutsche Kartograf Martin Waldseemüller 1507 den Doppelkontinent Amerika nach ihm.

## Person
Amerigo Vespucci wurde als dritter Sohn des Notars Ser Nastagio Vespucci (1426–1482) und dessen Ehefrau Lisabetta geborene Mini (1435–1498) am 18. März 1454 getauft. Sein Großvater war der Notar Amerigo Vespucci (1394–1472). Amerigo Vespucci jr. wuchs in der Republik Florenz auf und erhielt dort zwischen 1470 und 1476 Literatur- und Lateinunterricht. Seine Mitschüler waren unter anderen Piero Soderini (1452–1522), der spätere Statthalter (italienisch gonfaloniere) von Florenz, und Lorenzo di Pierfrancesco de’ Medici (1463–1503), denen er später historisch wichtige Briefe zusandte. Ein erhaltener Brief Vespuccis an seine Eltern vom 18. Oktober 1476 aus Mugello berichtete über eine sich dort ausbreitende Epidemie. Im Jahre 1482 trat Vespucci in das Bankhaus der Medici ein. Seit dem 10. März 1492 weilte er in deren Bankfiliale in Sevilla, wo er mit Christoph Kolumbus und Giannotto Berardi eine Finanzierungsgesellschaft für die von Kolumbus geplante erste Atlantiküberquerung gründete. Nach dem Tod Berardis übernahm er 1495 die Leitung der Filiale. Seit jener Zeit kam Vespucci mit Entdeckungsreisen in Berührung. Im März 1493 reiste er nach Lissabon, wo er König Johannes II. Bericht erstattete.

## Entdeckungsreisen
Mangels Logbüchern oder wegen darin enthaltener ungenauer Angaben werden Amerigo Vespuccis Entdeckungsreisen von Historikern vor allem aus zwei Primärquellen verifiziert, dem als Brief an Medici vom 18. Juli 1500 verfassten Reisebericht Mundus Novus (lateinisch neue Welt; von „Albericus Vespucius“), wonach die Neue Welt ein Kontinent (portugiesisch continente) sei, sowie dem Soderini-Brief vom 4. Juni 1504 (übergeben an Gaspar de Lemos, der sich auf der Rückreise nach Lissabon befand):
Erste Reise
10. Mai 1497 (Cádiz) – 15. Oktober 1498 (Cadiz): Vespucci reiste für die Krone von Kastilien im Auftrag der Katholischen Könige Isabella und Ferdinand II. „zu den indischen Inseln“ unter Kapitän Alonso de Hojeda mit vier Karavellen. Hojeda berichtete, dass er unter anderem Juan de la Cosa und „Morigo Vespuche“ ausgewählt hatte. Das Festland (spanisch terra firma) wurde erstmals Mitte August 1497 betreten, Vespucci nannte die Bewohner „Personen“ (portugiesisch pessoas) und nicht „indios“.
Zweite Reise
16. Mai 1499 (Cadiz) – 8. September 1500 (Cadiz): Erneut reiste er für Kastilien im Auftrag des Königspaares unter Kapitän Hojeda mit diesmal drei Schiffen, die zur Amazonas-Mündung und zurück nach Venezuela (Halbinsel Paria) segelten. Am 23. August 1500 segelte die Flotte in der Maracaibo-See bis zum nördlichsten Punkt Südamerikas, Punta Gallinas; danach landeten sie noch auf „Hispaniola“ (Haiti) und den Bahamas, bevor sie die Rückreise antraten. Von den Bahamas nahmen sie 232 Lucayans als Sklaven mit. Diese Reise wird im Soderini-Brief nicht erwähnt.
Dritte Reise
10. Mai 1501 (Lissabon) – 7. September 1502 (Lissabon): Diesmal reiste Vespucci im Auftrag von Portugals König Manuel I. unter Kapitän Gonçalo Coelho mit drei Schiffen, von denen Gaspar de Lemos und Vespucci die kleineren steuerten. Die Abfahrt erfolgte am 4. Juni 1501, Zwischenhalt gab es in Besechicce/Dakar, ab 15. Februar 1502 übernahm Vespucci das Kommando Richtung Südost (italienisch sciloccho), zwei Schiffe kehrten zurück nach Lissabon. Von dieser Fahrt berichtete er im berühmten Mundus Novus. Den Reisebericht lieferte Vespucci im Brief an Piero di Lorenzo de’ Medici, der jedoch wegen der Rivalität zwischen Vespucci und Coelho mit Vorsicht zu genießen ist. Der sich stets gut in Szene setzende Vespucci kritisierte seinen bescheidenen Kapitän als „…eingebildet und starrköpfig, ..nur weil er der Anführer von sechs Schiffen war“.
Vierte Reise
10. Mai 1503 Kapverden – 18. Juni 1504 Lissabon: Wieder im Auftrag Manuels I. Kapitän Coelho hatte die Oberaufsicht über sechs Schiffe, Vespucci war einer der sechs Kapitäne. Die Flotte erlitt einen Schiffbruch durch Coelhos Flaggschiff bei Fernando de Noronha. Coelho floh mit drei Schiffen und kehrte angeblich erst Jahre später zurück, Vespucci wartete zwei Monate in der Allerheiligenbucht, baute danach in Cabo Frio innerhalb von fünf Monaten ein Fort und kehrte mit zwei Schiffen am 18. Juni 1504 zurück.
Während seiner Reisen erforschte er einen erheblichen Teil der Ostküste Südamerikas. Den jeweiligen Orten gab er Namen, zum Beispiel Venezuela (deutsch „Klein-Venedig“, weil die einheimische Bevölkerung an dieser Stelle Pfahlbauten errichtet hatte), das er 1499 mit dem Kapitän Alonso de Hojeda unter kastilischer Flagge entdeckte. Die Benennung von Rio de Janeiro (deutsch „Januar-Fluss“) am 1. Januar 1502 wird jedoch André Gonçalves zugeschrieben.

## Weiteres Leben
Vespucci zeichnete offenbar eigene Weltkarten, von denen keine erhalten geblieben ist. Das Schicksal der Karten, die Vespucci im Jahr 1501 von seiner dritten Entdeckungsreise aus nach Italien sandte, ist unbekannt. Erhalten geblieben ist lediglich ein Brief des Entdeckers, den er am 18. Juli 1500 an seinen Arbeitgeber Lorenzo de’ Medici schrieb. Diesem legte er zwei – heute verschollene – Karten bei, für die er eigens eine neue Projektion entwickelt hatte. Im September 1504 erschienen in Florenz die „Lettera di Amerigo Vespucci delle isole nuovamente trovate in quattro suoi viaggi“, wonach er vier Reisen unternommen hatte. Auch 1505 zeichnete er offenbar eine weitere Weltkarte.
Im August 1506 kehrte er von Sevilla nach Portugal zurück. Am 22. März 1508 wurde er im Namen der kastilischen Königin Johanna zum Piloto Mayor ernannt. Der Piloto Mayor war der Beamte, der in der Casa de Contratación die Piloten prüfte, die als Navigatoren auf den Reisen nach Amerika eingesetzt werden sollten, und ihnen einen Brief ausstellte, der sie als solche akkreditierte. Unter seiner Leitung wurde der Padron Real herausgegeben, eine Musterkarte der Welt, die ständig mit neuen Informationen aktualisiert wurde. Im selben Jahr heiratete er die aus Sevilla stammende Kaufmannstochter Maria Cerezo.
Vespucci verstarb 1512 in Sevilla und wurde dort begraben (zum Familiengrab in Florenz siehe unten). Das genaue Todesdatum 22. Februar 1512 stammt aus den Nachforschungen des Martín Fernández de Navarrete über Vespuccis Testament. Ein königliches Dekret vom 22. Mai 1512 sicherte der Witwe eine jährliche Pension von 10000 Maravedí zu.
Als erster Europäer verlieh er seiner Überzeugung Ausdruck, dass die Neue Welt ein eigener Kontinent sei. Die zahlreichen Ausgaben seiner Schriften, vor allem seiner Beschreibung der zweiten Reise, die unter dem Titel Mundus Novus herauskam, trugen wesentlich zur Verbreitung der Wahrheit über Ausmaß und Bedeutung der Entdeckung Amerikas bei: Nicht einige Inseln habe man entdeckt, sondern, wie er immer wieder betonte, eine völlig neue Welt, einen neuen Kontinent.

## Umstrittene Briefe

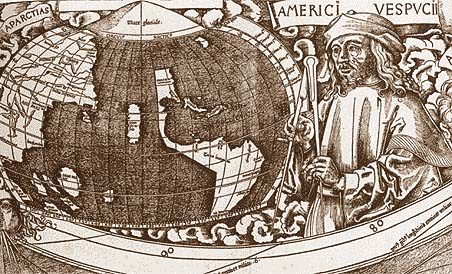
Darstellung Vespuccis bei Waldseemüller

Vespuccis Rolle wurde vielfach diskutiert, vor allem wegen zweier Briefe, deren Authentizität in Zweifel gezogen wurde:
Der lateinische Bericht Mundus Novus (deutsch „Neue Welt“) wurde wohl erstmals 1502/03 in Florenz und Paris gedruckt, die erste datierte Ausgabe erschien 1504 bei Johann Otmar in Augsburg; zur dort geschilderten Reise sind die Abschriften zweier italienischer Briefe Vespuccis vom 4. Juni 1501 und von 1502 im Codice Vaglienti erhalten. Vespuccis Notizen besagten, dass man bei seiner dritten Reise (unter Coelho) am 15. Februar 1502 entlang der Küste bis 32° sBr. an der Mündung des Rio de la Plata vorgedrungen sei, was jedoch von Historikern überwiegend bezweifelt wird. Der sonst detailfreudige Vespucci erwähnte die Entdeckung dieser eindrucksvollen Bucht in seinen Schriften mit keinem Wort.
Der sogenannte Soderini-Brief erschien erstmals auf Italienisch zwischen 1504 und 1506 in Florenz, bekannt wurde aber vor allem die lateinische Übersetzung mit dem Titel Quatuor Americi Vesputii Navigationes (deutsch „Vier Seefahrten des Amerigo Vespucci“), die in Martin Waldseemüllers Cosmographiae Introductio von 1507 eingegangen ist. Auch hierzu findet sich eine Abschrift des Briefs von Vespucci vom 10. September 1504 an Pier Soderini im bereits erwähnten Codice Vaglienti.
Zu Lebzeiten Vespuccis wurden seine Briefe nicht angezweifelt, im Gegenteil: Sie waren ein Bestandteil der Karten von Martin Waldseemüller und Matthias Ringmann. Seefahrer, die nach den Kartenbestimmungen von Waldseemüller und folglich nach Angaben von Vespucci fuhren, kamen an den richtigen Orten an. Vespuccis Mundus Novus galt im Gegensatz zu den Kolumbus-Briefen des ausgehenden 15. Jahrhunderts als Werk der wissenschaftlichen Geographie und wurde im 16. Jahrhundert in 37 verschiedenen Sprachen gedruckt.
Die Zweifel einiger Historiker betreffen besonders drei falsche Positionsangaben, die Vespucci in seinen Briefen bei seiner ersten Fahrt 1497 und bei seiner vierten Fahrt 1503 angab. Die Fragen, ob die Positionsangaben von Vespucci Übertragungs- bzw. Überlieferungsfehler sind, sind berechtigt. Selbst bei seinem Geburtsjahr oder bei seinem lateinischen Namen sind im Laufe der Zeit Übertragungs- und Überlieferungsfehler entstanden. Einige bestehen darauf, er sei im Jahre 1454 geboren, andere behaupten, im Jahre 1451. In jüngster Zeit unternahm Robert Wallisch den Versuch, die Einwände gegen die Echtheit des Mundus-Novus-Briefes zu entkräften, und führte sprachliche Argumente für die Autorschaft Vespuccis ins Feld.

## Amerigo Vespucci als Namensgeber Amerikas

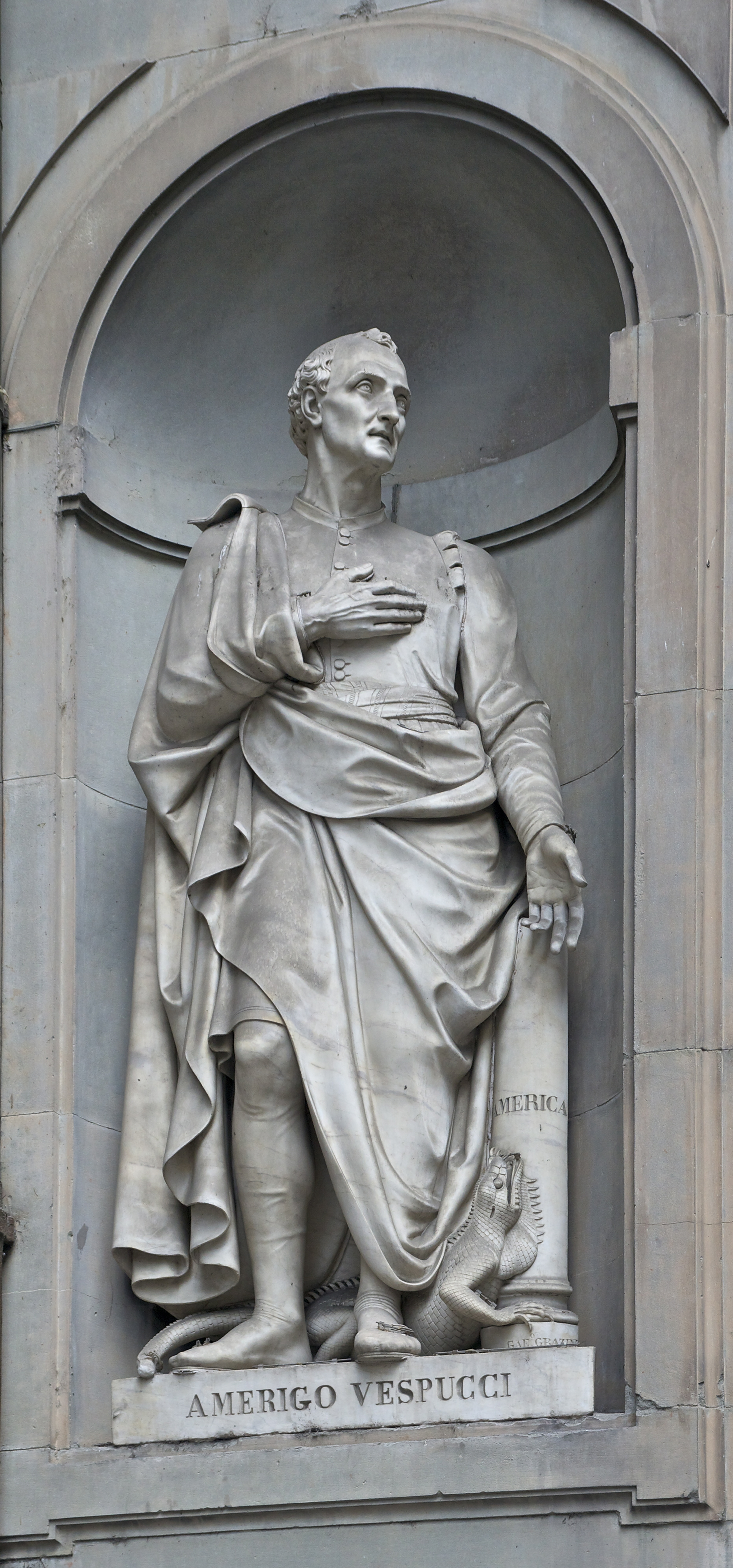
Statue Amerigo Vespuccis, Uffizien, Florenz

Auf der weiten Verbreitung dieser Briefe Vespuccis beruht die Entscheidung des deutschen Kartografen Martin Waldseemüller, auf seiner Weltkarte von 1507 den neuen Kontinent „America“ zu nennen. Waldseemüller leitete die Bezeichnung von dem latinisierten Namen „Americus Vespucius“ ab und schrieb mit Matthias Ringmann zusammen in der Cosmographiae Introductio 1507 Folgendes:

„Nun in Wahrheit wurden diese Teile der neuen Welt besonders erkundet und ein weiterer Teil von Americus Vesputius entdeckt […] und es ist nicht einzusehen, warum jemand es verbieten sollte, das neue Land Amerige, Land des Americus, zu nennen, nach seinem Entdecker Americus, einem besonders scharfsinnigen Mann, oder America, da sowohl Europa als auch Asien ihre Namen von Frauen haben […]“

Mit der Benennung der Neuen Welt nach seiner Person ging Amerigo Vespuccis Wunsch, wiedergegeben in seinem Reisebericht Mundus Novus (1503), schon zu seinen Lebzeiten in Erfüllung: „[…] ut mei recordatio apud posteros vivat […]“ („[…] dass meine Erinnerung in der Nachwelt weiterleben möge […]“).
Diese Namensgebung kann damit gerechtfertigt werden, dass Christoph Kolumbus stets der Ansicht war, einen neuen Seeweg nach „Indien“ entdeckt zu haben. Deshalb nannte er die von ihm auf dem Weg nach Westen entdeckten Inseln auch „Westindische Inseln“ und ihre Bewohner „Indianer“. Amerigo Vespucci dagegen vermutete richtig, dass es sich bei dem entdeckten Land um einen neuen Kontinent handelte.
Erst im Jahr 1513, ein Jahr nach Vespuccis Tod, erreichte Vasco Núñez de Balboa den Pazifischen Ozean von der Ostküste Panamas aus und erbrachte damit den Nachweis, dass es sich bei den neu entdeckten Küsten tatsächlich nicht um Asien, sondern um einen eigenen Kontinent handelt.

## Rezeption

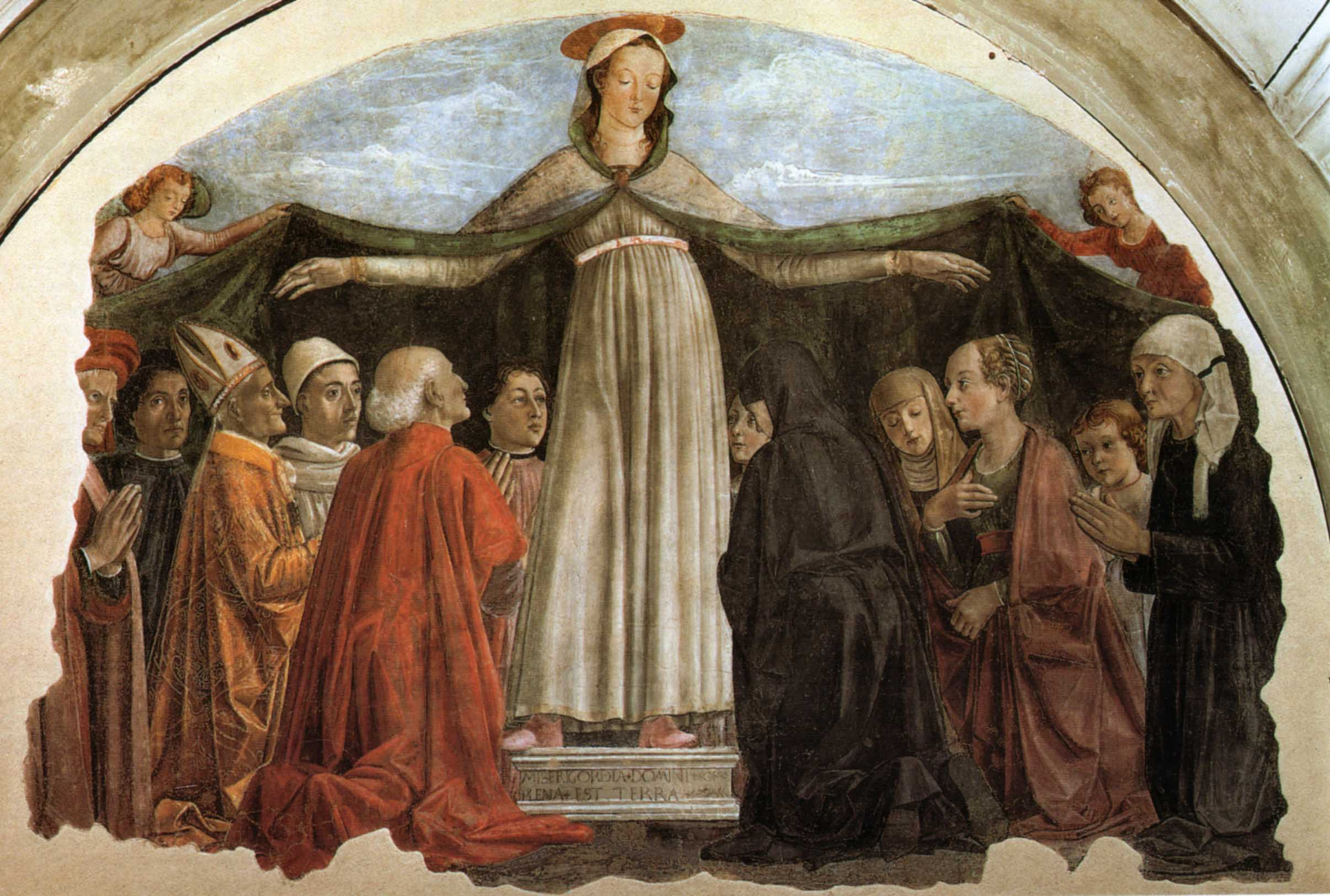
Domenico Ghirlandaio: Madonna della Misericordia in der Kirche Ognissanti in Florenz – Unter dem rechten Arm der Madonna ist Amerigo Vespucci abgebildet.

Bis zum Gerichtsurteil in Madrid Mitte des 16. Jahrhunderts, angestrebt durch die Enkel Kolumbus’ und die spanische Krone, galt Amerigo Vespucci offiziell als bedeutendster Entdecker Amerikas.
Die Florentiner Kirche Ognissanti (Allerheiligenkirche) war die Hauskirche der Vespucci. Im Innern der Kirche, rechts kurz nach dem Eingang, befindet sich ein Fresko von Ghirlandaio aus dem Jahr 1473, eine Schutzmantelmadonna. Unter dem rechten Arm der Madonna ist ein Bildnis von Amerigo Vespucci. Auf der Grabplatte für Amerigo Vespucci ist als Todesdatum (in römischen Ziffern) 1471 erwähnt. Dies bezieht sich auf Vespuccis Großvater.
Nach Vespucci wurden auch das jetzt noch in Betrieb befindliche Segelschulschiff der italienischen Marine (Heimathafen Livorno) sowie der Flughafen und eine Brücke über den Arno in seiner Heimatstadt Florenz benannt. Auch ein Platz in der Hamburger Hafencity trägt seit Juni 2021 seinen Namen, was zur Eröffnung für Kritik sorgte.
Ebenfalls nach ihm benannt wurde die Pflanzengattung Vespuccia Parl. aus der Familie der Schwanenblumengewächse (Butomaceae).

## Ausgaben und Übersetzungen
- Robert Wallisch (Hrsg.): Der Mundus Novus des Amerigo Vespucci. Text, Übersetzung und Kommentar. 3., überarbeitete Auflage. Verlag der Österreichischen Akademie der Wissenschaften, Wien 2012, ISBN 978-3-7001-3069-7
- Norbert Schulz (Hrsg.): Amerigo Vespucci: Mundus Novus (mit Zweittexten) (= Neulateinische Texte für den altsprachlichen Unterricht. Vivarium, Series neolatina. Band 2). MMO Verlag zur Förderung des Mittel- und Neulateinischen, Butjadingen 2007, ISBN 978-3-9811144-2-3
- Mundus Novus (Faksimile) (Digitalisat auf Gallica)
- Mundus Novus (weiteres Faksimile) (Digitalisat auf Gallica)